# Marthe Poncin
Marthe Poncin, aussi appelée Marthe Bassi, née le 20 mai 1893 à Soissons où elle est morte le 20 octobre 1989, est une monteuse française.

## Biographie

### Vie personnelle
Marthe Poncin est née en 1893 à Soissons, sous le nom de Marthe Émilienne Bringand. Elle prend le nom d'Hédoin après que sa mère s'est mariée avec Émile Hédoin, tailleur.
En 1923, elle se marie avec un mécanicien du nom d'Armand Poncin. En 1928, alors qu'elle débute comme monteuse pour les studios du Film d’art, son mari tente de l'assassiner d'un coup de revolver et se suicide aussitôt. Malgré la gravité de ses blessures, elle survit et reprend sa carrière en 1931.
Elle vit un temps avec un décorateur de cinéma nommé Robert Bassi, dont elle prend brièvement le patronyme dans son travail.
Marthe Poncin meurt en 1989 à Soissons.

### Carrière
Au cinéma, Marthe Poncin contribue comme monteuse à une cinquantaine de films français (ou en coproduction), depuis Le Tourbillon de Paris (1928, avec Lil Dagover et Léon Bary) jusqu'à Marie-Octobre (1959, avec Danielle Darrieux et Paul Meurisse).
Ces deux réalisations sont de Julien Duvivier, avec qui elle collabore sur vingt-quatre films au total, parmi lesquels on peut citer également La Belle Équipe (1936, avec Jean Gabin et Charles Vanel), Panique (1946, avec Michel Simon et Viviane Romance) et Voici le temps des assassins (1956, avec Jean Gabin et Danièle Delorme).
Mentionnons encore Drôle de drame de Marcel Carné (1937, avec Françoise Rosay et Michel Simon), Derrière la façade de Georges Lacombe et Yves Mirande (1939, avec Lucien Baroux et Jacques Baumer) et le film musical Andalousie de Robert Vernay (1951, avec Luis Mariano et Carmen Sevilla).
Elle travaille également sur plusieurs films réalisés par Jean Epstein, dont le court-métrage Chanson d'Ar-mor en 1934, qui fut le tout premier film en langue bretonne.

## Filmographie

### Réalisations de Julien Duvivier
(intégrale de leur collaboration)
- 1928 : Le Tourbillon de Paris
- 1931 : Les Cinq Gentlemen maudits
- 1932 : Poil de Carotte
- 1933 : La Tête d'un homme
- 1933 : Le Petit Roi
- 1934 : Le Paquebot Tenacity
- 1934 : Maria Chapdelaine
- 1935 : Golgotha
- 1935 : La Bandera
- 1936 : La Belle Équipe
- 1937 : L'Homme du jour
- 1939 : La Fin du jour
- 1945 : Untel père et fils
- 1946 : Panique
- 1949 : Au royaume des cieux
- 1950 : Black Jack (coréalisé par José Antonio Nieves Conde)
- 1952 : La Fête à Henriette
- 1953 : Le Retour de don Camillo
- 1954 : L'Affaire Maurizius
- 1955 : Marianne de ma jeunesse
- 1955 : Marianne (version allemande de Marianne de ma jeunesse)
- 1956 : Voici le temps des assassins
- 1957 : L'Homme à l'imperméable
- 1959 : Marie-Octobre

### Autres réalisateurs
(sélection)
- 1931 : Le Rêve de Jacques de Baroncelli
- 1932 : Le Mariage de Mlle Beulemans de Jean Choux
- 1933 : L'Homme à l'Hispano de Jean Epstein
- 1933 : Roger la Honte de Gaston Roudès
- 1933 : Coquin de sort d'André Pellenc
- 1934 : Chanson d'Ar-mor de Jean Epstein (court métrage)
- 1934 : La Châtelaine du Liban de Jean Epstein
- 1935 : Marie des Angoisses de Michel Bernheim
- 1936 : Le Secret de Polichinelle d'André Berthomieu
- 1936 : Le Roman d'un spahi de Michel Bernheim
- 1936 : La Flamme d'André Berthomieu
- 1937 : Paris de Jean Choux
- 1937 : Drôle de drame de Marcel Carné
- 1938 : Café de Paris de Georges Lacombe et Yves Mirande
- 1939 : Derrière la façade de Georges Lacombe et Yves Mirande
- 1940 : Les Musiciens du ciel de Georges Lacombe
- 1946 : Monsieur Badin de Georges Régnier
- 1948 : Émile l'Africain de Robert Vernay
- 1948 : Fort de la solitude de Robert Vernay
- 1949 : Fantômas contre Fantômas de Robert Vernay
- 1949 : Paysans noirs de Georges Régnier
- 1950 : Véronique de Robert Vernay
- 1950 : Plus de vacances pour le Bon Dieu de Robert Vernay
- 1951 : Andalousie de Robert Vernay
- 1951 : El sueño de Andalucia de Luis Lucia Mingarro (version espagnole d’Andalousie)
- 1952 : Ils sont dans les vignes de Robert Vernay
- 1954 : Anatole chéri de Claude Heymann
- 1956 : Les Lumières du soir de Robert Vernay
- 1956 : Ces sacrées vacances de Robert Vernay

## Source
Dominique Salva, « Le drame oublié de Marthe Poncin », blog Enquêtes d'identité, 8 décembre 2022 [lire en ligne]